# 4527 Schoenberg
A 4527 Schoenberg (ideiglenes jelöléssel 1982 OK) a Naprendszer kisbolygóövében található aszteroida. Edward L. G. Bowell fedezte fel 1982. július 24-én.